# Evergestis
Evergestis ist eine Gattung der Schmetterlinge aus der Familie der Crambiden (Crambidae).

## Merkmale
Die Stirn (Frons) besitzt keine Vorwölbung, sie ist flach oder rundlich. Die Labialpalpen sind schräg nach oben gerichtet. Das dritte Segment ist kurz, gestreckt oder nach unten gerichtet und teilweise durch die Beschuppung des zweiten Segments verdeckt. Die Maxillarpalpen stehen ziemlich weit hervor und haben ein variables distales Schuppenbüschel. Die Augen sind groß, Ocellen sind vorhanden. Der Saugrüssel ist gut entwickelt. Die Fühler der Männchen sind etwas verdickt und kurz bewimpert, bei den Weibchen sind sie fadenförmig. Die Vorderflügel laufen spitz zu und haben eine variable Zeichnung. Der Flügelvorderrand ist nahezu gerade, der Flügelaußenrand ist schräg. Die Hinterflügel sind groß und zeichnungslos oder sie haben einen unscheinbaren kleinen Diskalfleck. Die meisten Arten sind, was die Flügelzeichnung betrifft, nicht variabel.
Bei den Männchen ist das Tegumen klein und kugelförmig. Die Valven sind langgestreckt und relativ schmal. Sie haben keine Anhänge, nur gelegentlich ist ein kleines, gezahntes Klammerorgan ausgebildet. Uncus und Gnathos sind zylindrisch oder wellig sowie lang und schlank. Die Juxta ist langgestreckt und trogförmig. Der Phallus ist gekröpft. Auf dem distalen Teil befinden sich normalerweise dichte Cornuti-Gruppen und ventral gelegen – in der Nähe einer taschenartigen Struktur – ein Paar bürstenartige Kissen.
Bei den Weibchen sind die Oviscapterlappen gut entwickelt. Sie sind membranös und beborstet. Die Apophyses posteriores sind schlank und „T“-förmig. Die Apophyses anteriores sind kräftiger und medial verzweigt oder verdickt. Das Antrum ist trichterförmig. Der Ductus bursae ist mäßig lang bis lang und häufig breit. Das Corpus bursae ist eiförmig, birnenförmig oder fast kugelförmig und mit zwei großen, stachligen Signa versehen.

## Verbreitung
Die Gattung ist hauptsächlich in der Holarktis verbreitet. Einige wenige Arten kommen auch in Indien, Afrika und Südamerika vor.

## Biologie
Die Raupen fressen an Kreuzblütlern (Brassicaceae). Die erwachsenen Raupen überwintern in einem festen Kokon in der Erde und verpuppen sich im Frühjahr. In Nordeuropa fliegen die Falter meistens in einer Generation während der Sommermonate. In Südeuropa sind viele Arten – mit Ausnahme derjenigen, die Gebirgsregionen besiedeln – bivoltin. In Nordafrika wurden die meisten Arten im Herbst gefangen, es ist aber sehr wahrscheinlich, dass es noch eine Frühjahrsgeneration gibt. Eine Ausnahme bildet Evergestis isatidalis, die in den Wintermonaten fliegt. Die Raupen von Evergestis forficalis können in Europa in geringem Umfang als Schädlinge an Kulturen von Kreuzblütlern in Erscheinung treten. Auch in Nordamerika sind einige Arten als Schädlinge bekannt.

## Systematik
In Europa kommen über 30 Arten vor, davon in Mitteleuropa etwa 8 Arten. Die Typusart der Gattung ist Pyralis margaritalis [Denis & Schiffermüller], 1775. Pyralis margaritalis wird heute Synonym von Evergestis extimalis betrachtet.

### Arten (Auswahl)
Die folgende Artenliste basiert auf der Globiz-Datenbank:
- Evergestis aegyptiacalis Caradja, 1916
- Evergestis aenealis (Denis & Schiffermüller, 1775)
- Evergestis africalis (Guenée, 1854)
- Evergestis albifuscalis (Hampson, 1900)
- Evergestis alborivulalis (Eversmann, 1843)
- Evergestis anartalis (Staudinger, 1892)[5]
- Evergestis angustalis (Barnes & McDunnough, 1918)
- Evergestis anticlina Munroe, 1959[6]
- Evergestis antofagastalis Munroe, 1959[6]
- Evergestis arcuatalis (Hampson, 1908)
- Evergestis aridalis Barnes & McDunnough, 1914
- Evergestis atrapuncta Maes, 2011[7]
- Evergestis bilinealis ???
- Evergestis borregalis Munroe, 1974
- Evergestis boursini Amsel, 1939
- Evergestis brunnea Munroe, 1959[6]
- Evergestis caesialis (Herrich-Schäffer, [1849])
- Evergestis comstocki Munroe, 1974
- Evergestis consimilis Warren, 1892: 433
- Evergestis desertalis (Hübner, 1813)
- Evergestis dilutalis (Herrich-Schäffer, 1849)
- Evergestis dischematalis Munroe, 1995
- Evergestis dognini Hampson, 1918
- Evergestis dumerlei P. Leraut, 2003
- Evergestis dusmeti Agenjo, 1955
- Evergestis eurekalis Barnes & McDunnough, 1914
- Evergestis exoticalis Snellen, 1875
- Evergestis extimalis (Scopoli, 1763)
- Evergestis flavicinctalis Snellen, 1890
- Evergestis forficalis (Linnaeus, 1758)
- Evergestis frumentalis (Linnaeus, 1761)
- Evergestis fulgura (Cerf, 1933)
- Evergestis funalis (Grote, 1878)
- Evergestis hordealis Chrétien, 1915
- Evergestis hyrcanalis Amsel, 1961
- Evergestis infirmalis (Staudinger, 1870)
- Evergestis inglorialis Hampson, 1918
- Evergestis insiola (Dyar, 1925)
- Evergestis isatidalis (Duponchel, 1833)
- Evergestis koepckei Munroe, 1959[6]
- Evergestis lichenalis Hampson, 1900
- Evergestis limbata (Linnaeus, 1767)
- Evergestis lunulalis Barnes & McDunnough, 1914
- Evergestis lupalis Zerny, 1928
- Evergestis marionalis P. Leraut, 2003
- Evergestis marocana (D. Lucas, 1956)
- Evergestis merceti Agenjo, 1933
- Evergestis mimounalis (Oberthür, 1922)
- Evergestis montis Maes, 2011[7]
- Evergestis mundalis (Guenée, 1854)
- Evergestis nolentis Heinrich, 1940
- Evergestis nomadalis (Lederer, 1870)
- Evergestis obliqualis (Grote, 1883)
- Evergestis obscuralis (Hampson, 1912)
- Evergestis osthelderi (Schawerda, 1932)
- Evergestis pallidata (Hufnagel, 1767)
- Evergestis palousalis Munroe, 1974
- Evergestis pechi (Bethune-Baker, 1885)
- Evergestis perobliqualis Hampson in Elwes, Hampson & Durrant, 1906
- Evergestis placens (Walker, [1866])
- Evergestis plumbofascialis (Ragonot, 1894)
- Evergestis politalis (Denis & Schiffermüller, 1775)
- Evergestis rimosalis (Guenée, 1854)
- Evergestis russulatalis (Hampson, 1900)
- Evergestis scopicalis Hampson, 1908
- Evergestis segetalis (Herrich-Schäffer, 1851)
- Evergestis serratalis (Staudinger, 1870)
- Evergestis sexmaculosus Matsumura, 1925
- Evergestis simulatilis (Grote, 1880)
- Evergestis sophialis (Fabricius, 1787)
- Evergestis scopicalis (Hampson, 1908)[8]
- Evergestis spiniferalis (Staudinger, 1900)
- Evergestis subfuscalis (Staudinger, 1870)
- Evergestis subterminalis Barnes & McDunnough, 1914
- Evergestis triangulalis Barnes & McDunnough, 1914
- Evergestis umbrosalis (Fischer von Röslerstamm, 1842)
- Evergestis unimacula (Grote & Robinson, 1867)
- Evergestis vinctalis Barnes & McDunnough, 1914

### Synonyme
Aus der Literatur sind folgende Synonyme bekannt:
- Homochroa  Hübner, 1825
- Mesographe  Hübner, 1825
- Scopolia  Hübner, 1825
- Pionea  Guenée, in Duponchel 1845
- Orobena  Guenée, 1854
- Aedis  Grote, 1878
- Paraedis  Grote, 1882
- Euergestis  Warren, 1892; Falschschreibung
- Paroedis  Hampson, 1899; Falschschreibung
- Pachyzancloides  Matsumura, 1925
- Reskovitsia  Szent-Ivany, 1942